# میلین
میلین دارای یک ساختار چربی-غنی است که در اطراف آکسون برخی از سلول‌های عصبی تشکیل شده از یک لایه عایق الکتریکی پیچیده شده. وجود میلین برای عملکرد مناسب دستگاه عصبی ضروری است. تولید میلین به صورت تخصصی توسط سلول‌های گلیال از طریق گسترش خود در فرایندهای سلولی است.
سرعت بالای هدایت در اعصاب مرکزی و محیطی بستگی به تشکیل میلین دارد، که یک ساختمان پروتئین و لیپید چند لایه است و از غشاء پلاسمائی سلول‌های گلیال تشکیل می‌شود. در سیستم اعصاب محیطی سلول‌های شوان مسئول میلینه شدن یک قسمت از اکسون یک سلول عصبی است. سلول شوان توسط پیچیدن چندین بار خودش اطراف آکسون، این عمل را انجام می‌دهد بطوریکه غلاف چند لایه ای غشائی اطراف اکسون را احاطه نماید. در دستگاه مرکزی اعصاب، اولیگودندروسیت‌ها مسئول میلینه شدن هستند. تصویر عمومی میلینه شدن در شکل ۴ نشان داده شده‌است.
تولید غلاف میلین myelination یا myelinogenesis نام دارد. در انسان myelination زود آغاز می‌شود در دوره سه‌ماهه اول اگر چه میلین به صورت کم در مغز در زمان تولد وجود دارد. در نوزادی myelination به سرعت رخ می‌دهد که شامل راه رفتن و خزیدن در سال اول می‌شود. Myelination همچنان در نوجوانی هم رشد پیدا می‌کند.
سلول‌های شوان میلین را در سیستم عصبی محیطی تأمین می‌کند در حالی که oligodendrocytes به‌طور خاص از نوع interfascicular میلین را برای آکسون در سیستم عصبی مرکزی تولید می‌کند. میلین به عنوان یک مشخصه برای مهره‌داران (gnathostome) است اما میلین مانند غلاف نیز در برخی از بی‌مهرگان دیده می‌شود. اگر چه میلین آن‌ها کاملاً متفاوت از میلین مهره‌داران در سطح مولکولی است. میلین در سال ۱۸۵۴ توسط Rudolf Virchow کشف شده‌است.

## لیپیدهای میلین
میلین یک ساختمان فشرده جمع شده‌است که انترکنش هیدروفوبیکی بارز بین لیپید و پروتئین اجازه آن را می‌دهد. سربروزیدها
تقریباً تشکیل %۱۶ لیپید تام میلین را تشکیل می‌دهند و تقریباً به‌طور کامل غشاء سلول‌های دیگر فاقد آن هستند. سر و
بروزید غالب، گالاکتو سر و بروزید می‌باشد، دارای یک قند منفرد بوده و به گروه هیدروکسیل اسفنگوزین متصل است. در
مقابل اسفنگو میلین‌ها که ممکن بود حدس زده شود که از لیپیدهای غالب میلین است به‌طور تقریب به همان مقدار غلظت کم
در تمام غشاءهای دیگر موجود است.
مغز اسیدهای چرب بسیار طولانی (بیشتر از ۲۰ کربن طول) را سنتز می‌نمایند. این زنجیرهای جانبی غیر باردار پیوستگی
هیدروفوبیکی قوی را ایجاد می‌نماید و اجازه بسته شدن نزدیک غلاف میلین را می‌دهند. میزان بالای کلسترول غشاء نیز در
جمع شدن محکم مشارکت می‌نماید، اگر چه پروتئین‌های میلین نیز جهت تکمیل بسته‌بندی محکم لازم هستند.
ساختمان پروتئین‌های میلین: لایه میلین توسط انترکنش پروتئین / لیپید و پروتئین / پروتئین به هم نگاهداری می‌شوند و هر گسیختگی می‌تواند
منجر به دی میلینه شدن غشاء شود. اگر چه پروتئین‌های متعددی در هر دو CNS و PNS یافت می‌شوند

## ترکیبات

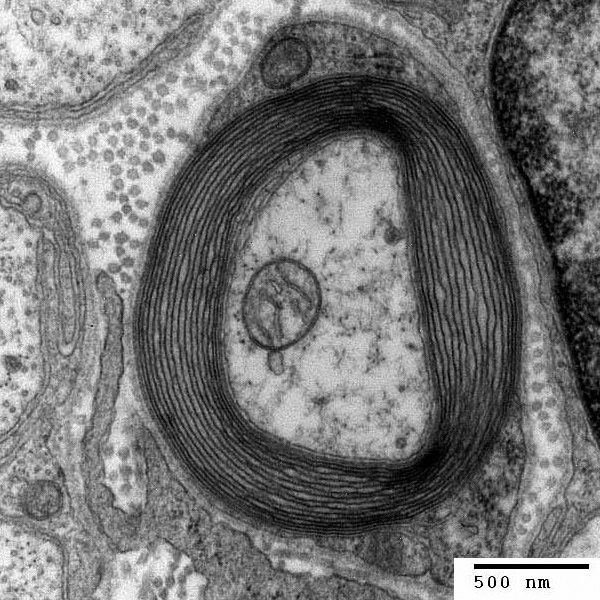
انتقال تصویر میکروسکوپ الکترونی از یک مقطع از یک آکسون میلین دار. تولید شده در میکروسکوپ الکترونی تسهیلات در ترینیتی کالج،قدیمی, Hartford, CT

میلین انواع مختلف سلول و ترکیب شیمیایی را در پیکربندی شامل می‌شود اما عملکرد یکسانی در زمینه عایق کردن انجام می‌دهد. آکسون‌های میلین‌دار سفید هستند؛ همان چیری که در «ماده سفید» مغز مشاهده می‌کنید. میلین آکسون‌ها را از شارژ الکتریکی اتم‌ها و مولکول‌ها عایق می‌کند. این ذرات باردار (یون) در مایع اطراف کل دستگاه عصبی وجود دارد. زیر میکروسکوپ میلین مانند رشته سوسیس به نظر می‌رسد.
کلسترول یک جزء ضروری از میلین است که شامل حدود ۴۰ درصد آب می‌شود؛ توده خشک شامل بین ۶۰٪ و ۷۵٪ چربی و بین ۱۵٪ و ۲۵٪ پروتئیناست. (Myelin basic protein (MBP به منزله ~۲۳ درصد از پروتون میلین myelin oligodendrocyte glycoprotein و پروتئین پروتولیپویید (PLP تا ~۵۰ درصد از پروتئین میلین را تشکیل می‌دهد). چربی اولیه میلین یک glycolipid به نام galactocerebroside است. زنجیر هیدروکربن در هم پیجیده از sphingomyelin باعث تقویت غلاف میلین است. در مغز این غلاف میلین الیاف جسم پینه ای را پوشش می‌دهد که شامل بخش داخلی از نیمکره مغز را می‌شود.